# Gruppo astronauti NASDA 3
Il Gruppo astronauti NASDA 3 è formato da un unico astronauta che la NASDA, sostituita nel 2003 dalla JAXA, selezionò nel 1996. Svolse l'addestramento astronautico tra il 1996 e il 1998 al Johnson Space Center come Specialista di missione dello Space Shuttle.

## Astronauta
- Soichi Noguchi

STS-114, Specialista di missione
Sojuz TMA-17, Ingegnere di volo
Expedition 22/23, Ingegnere di volo
SpaceX Crew-1, Specialista di missione
Expedition 64/65, Ingegnere di volo